# Crocothemis nigrifrons
Crocothemis nigrifrons is een libellensoort uit de familie van de korenbouten (Libellulidae), onderorde echte libellen (Anisoptera).
De wetenschappelijke naam Crocothemis nigrifrons is voor het eerst geldig gepubliceerd in 1894 door Kirby.